# Луиза фон Вюртемберг
Луиза фон Вюртемберг или Фридерика София Доротея Мария Луиза фон Вюртемберг (на немски: Luise Herzogin von Württemberg; Friederike Sophie Dorothea Marie Louise Herzogin von Württemberg; * 4 юни 1789, Лудвигсбург; † 16 юни 1851, Славенциц, Ополско войводство) от Дом Вюртемберг (линия Винентал), е херцогиня от Вюртемберг и чрез женитба княгиня на Хоенлое-Йоринген.

## Произход
Тя е дъщеря на херцог Евгений Фридрих Франц фон Вюртемберг (1758 – 1822) и съпругата му принцеса Луиза фон Щолберг-Гедерн (1764 – 1828), вдовица на херцог Карл фон Саксония-Майнинген († 1782), дъщеря на княз Кристиан Карл фон Щолберг-Гедерн (1725 – 1764) и графиня Елеанора Ройс-Лобенщайн (1736 – 1782). Сестра е на руския генерал херцог Евгений (1788 – 1857) и херцог Паул Вилхелм (1797 – 1860).

## Фамилия
Луиза фон Вюртемберг се омъжва на 28 септември 1811 г. в Лудвигсбург за 3. княз Фридрих Август II Карл фон Хоенлое-Йоринген (* 27 ноември 1784, Вроцлав (Бреслау); † 15 февруари 1853, Славенциц), син на 2. княз Фридрих Лудвиг фон Хоенлое-Ингелфинген-Йоринген (1764 – 1818) и графиня Амалия Луиза Мариана фон Хойм цу Дройсиг (1763 – 1840). Те имат четири деца:
- Фридрих Лудвиг Евгений Карл Адалберт Емил Август фон Хоенлое-Йоринген (* 12 август 1812; † 10 декември 1892), принц, женен на 28 март 1844 г. (морганатически) за Матилда фон Бройнинг (* 10 ноември 1821; † 12 януари 1896), става „баронеса фон Браунек“
- Фридерика Александрина Мария Матилда Катерина Шарлота Евгения Луиза фон Хоенлое-Йоринген (* 3 юли 1814; † 3 юни 1888), омъжена на 29 май 1835 г. в Йоринген (развод 5 май 1852) за княз Гюнтер Фридрих Карл II фон Шварцбург-Зондерсхаузен (* 24 септември 1801; † 15 септември 1889), син на княз Гюнтер Фридрих Карл I фон Шварцбург-Зондерсхаузен (1760 – 1837) и принцеса Вилхелмина Фридерика Каролина фон Шварцбург-Рудолщат (1774 – 1854)
- Фридрих Вилхелм Евгений Карл Хуго фон Хоенлое-Йоринген (* 27 май 1816; † 23 август 1897), княз на Хоенлое-Йоринген, женен на 15 април 1847 г. в Донауешинген за Паулина Вилхелмина Каролина Амалия фон Фюрстенберг (* 11 юни 1829; † 3 август 1900), дъщеря на княз Карл Егон II фон Фюрстенберг (1796 – 1854) и Амалия фон Баден (1795 – 1869)
- Феликс Евгений Вилхелм Лудвиг Албрехт Карл фон Хоенлое-Йоринген (* 1 март 1818; † 8 септември 1900 при Париж), принц, женен на 12 Жíуни 1851 г. за принцеса Александрина фон Ханау-Хоровиц (* 22 декември 1830; † 20 декември 1871), графиня фон Шаумбург, дъщеря на курфюрст Фридрих Вилхелм I фон Хесен-Касел (1802 – 1875) и (морганатически брак) принцеса Гертруда фон Ханау-Хоровиц (1803 – 1882)

- Нейният съпруг княз Август фон Хоенлое-Йоринген
- Дъщеря ѝ принцеса Матилда фон Хоенлое-Йоринген, княгиня на фон Хоенлое-Йоринген
- Син ѝ княз Хуго фон Хоенлое-Йоринген